# Mojo Alcantara
Mojo Alcantara is een gemeente in de Italiaanse provincie Messina (regio Sicilië) en telt 801 inwoners (31-12-2004). De oppervlakte bedraagt 8 km², de bevolkingsdichtheid is 100 inwoners per km².

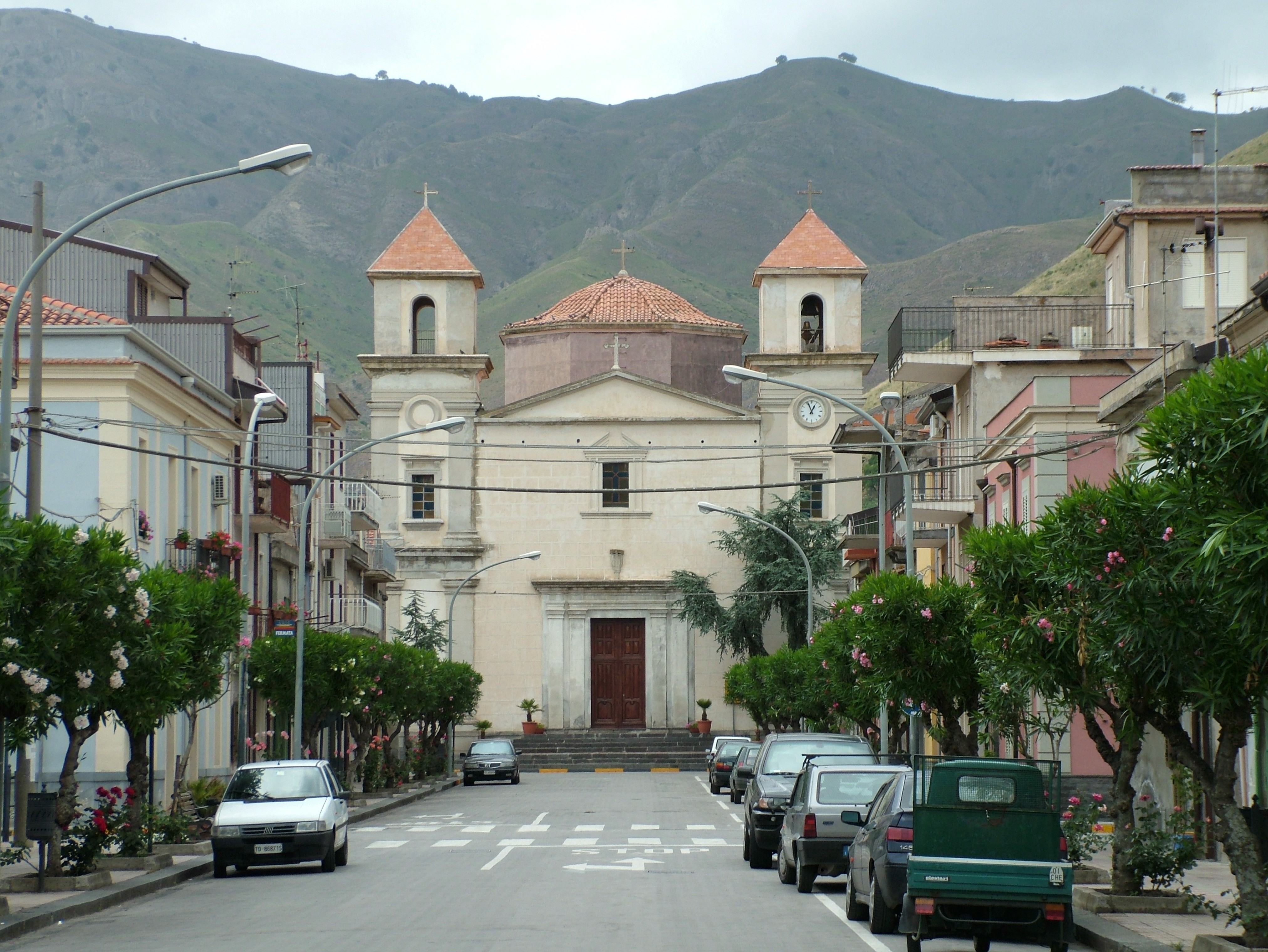
Kerk in Mojo Alcantara
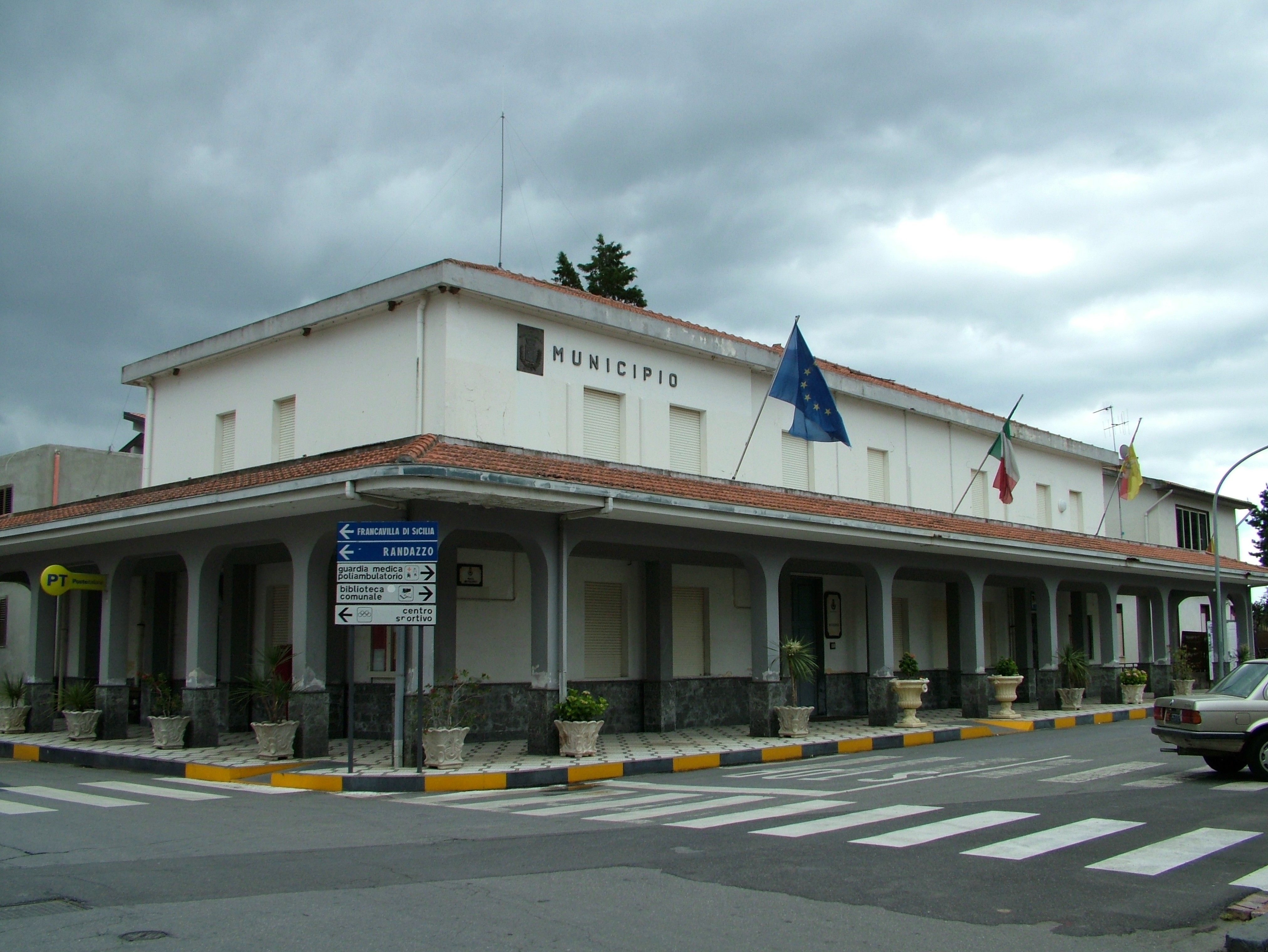
Gemeentehuis

## Geografie
De gemeente ligt op ongeveer 535 m boven zeeniveau.
Mojo Alcantara grenst aan de volgende gemeenten: Castiglione di Sicilia (CT), Malvagna, Roccella Valdemone.